# Franco Rol
 Franco Rol  va ser un pilot de curses automobilístiques italià que va arribar a disputar curses de Fórmula 1.
Rol va néixer el 5 de juny del 1908 a Torí, Itàlia. Va morir el 18 de juny del 1977 al poble italià de Rapallo.

## A la F1
Va debutar a la segona cursa de la història de la Fórmula 1 disputada el 21 de maig del 1950, el GP de Mònaco, que formava part del campionat del món de la temporada 1950 de F1, de la que va disputar només dues curses.
Franco Rol va participar en un total de cinc curses puntuables pel campionat de la F1, repartides al llarg de tres temporades a la F1, les que corresponen als anys 1950, 1951 i 1952.

## Resultats a la F1
| Any  | Equip                     | Xassís   | Motor    | 1   | 2       | 3   | 4   | 5       | 6   | 7       | 8       | Posició | Punts |
| ---- | ------------------------- | -------- | -------- | --- | ------- | --- | --- | ------- | --- | ------- | ------- | ------- | ----- |
| 1950 | Officine Alfieri Maserati | Maserati | Maserati | GBR | MON Ret | 500 | SUI | FRA Ret | BEL | ITA Ret |         | -       | 0     |
| 1951 | O.S.C.A. Automobil        | O.S.C.A. | O.S.C.A. | SUI | 500     | BEL | FRA | GBR     | ALE | ITA 9   | ESP     | -       | 0     |
| 1952 | Officine Alfieri Maserati | Maserati | Maserati | SUI | 500     | BEL | FRA | GBR     | ALE | HOL     | ITA Ret | -       | 0     |

### Resum
| Curses: | Victòries: | Pòdiums: | Poles: | Voltes ràpides: | Punts: |
| ------- | ---------- | -------- | ------ | --------------- | ------ |
| 5       | 0          | 0        | 0      | 0               | 0      |